# Flavio de Campos
Flavio Luis de Oliveira Campos (Rio de Janeiro, 7 de fevereiro de 1948) é um roteirista brasileiro, graduado em Letras pela UFRJ e mestre em Artes Dramáticas pela Universidade da Califórnia-Berkeley.
Estudou no Colégio Pedro II. 
Foi professor de Teatro na Uni-Rio, de 1974 a 1991. De 1984 a 2012, foi professor de roteiro e narrativa nas Oficinas de Dramaturgia da TV Globo, onde também atuou como consultor (script doctor). 
Escreveu os especiais Auto de N.S. da Luz e O verdadeiro Noel Rosa.   
Integrou as equipes das telenovelas Pedra sobre Pedra (1992)e Fera Ferida(1993) com Aguinaldo Silva, Ricardo Linhares, Ana Maria Moretzsohn e Márcia Prates.  
(1993) 
Foi colaborador também em Malhação.
Na série de documentários Por Toda a Minha Vida, de 2007, escreveu o episódio sobre Renato Russo, com Maria Camargo e George Moura.
Lançou em 2007 o livro Roteiro de cinema e televisão (Editora Zahar), um manual da arte de narrar uma estória e escrever roteiros..
Vive em Paraty, Estado do Rio de Janeiro. 